# Grajski oktet
Grajski oktet je moški oktet, ki uradno obstaja od leta 2006.
Začetek seže v leto 2004, ko so se zbrali in začeli z druženjem in prepevanjem slovenskih ljudskih pesmi.
Skupaj se trudijo širiti pevski repertoar, napredovati v pevski tehniki, spogledovati se s podobnimi zasedbami, razveseljevati vse ljudi dobre volje in veselega srca ter ohranjati tradicijo in prispevati k prepoznavnosti slovenske pesmi in besede v Sloveniji, Evropi in svetu. Tako vsako leto v avgustu priredijo letni koncert v atriju gradu Zgornji Tuštanj in božični koncert v bližnji cerkvi v naselju Vrhpolje pri Moravčah. Med letom pa nastopajo na priredivah po Sloveniji.